# 11 (عدد)
11 (أحد عشر) هو عدد صحيح يلي العدد 10 ويسبق العدد 12 وهو عدد طبيعي موجب، وهو الخامس في ترتيب الأعداد الأولية وأول عدد أولي ذو رقمين.

## الإسلام
ذكر الرقم أحد عشر في القرآن مرة واحدة، في الآية القائلة: ﴿إِذْ قَالَ يُوسُفُ لِأَبِيهِ يَا أَبَتِ إِنِّي رَأَيْتُ أَحَدَ عَشَرَ كَوْكَبًا وَالشَّمْسَ وَالْقَمَرَ رَأَيْتُهُمْ لِي سَاجِدِينَ ۝٤﴾ [يوسف:4].

## الرياضة
11 هو عدد لاعبي كرة القدم في كل منتخب في أثناء المباراة.

## أيضا
- تبرت الحرب العالمية الأولى منتهية بتوقيع ألمانيا للهدنة في يوم 11 نوفمبر 1918، وسرت بدءاً من الساعة 11:00 صباحًا ذلك اليوم، الساعة الحادية عشر في اليوم الحادي عشر، في الشهر الحادي عشر.
- كان القمر الصناعي أبولو 11 هو أول مركبة فضائية مأهولة هبطت على القمر.
- عدد أضلاع العمود الفقري أحد

عشر ضلعا.
- في موزيلا فايرفوكس وأوبرا وكونكيورر لكيدي وجوجل كروم وإنترنت إكسبلورر ويندوز، تكون وظيفة المفتاح F11 هي تبديل وضع العرض الكاملة الشاشة.و في OS X، F11 يخفي جميع النوافذ المفتوح.
- ورقة القيقب المنمنمة في علم كندا لديها 11 طرف.

## الافلام
أوشن 11، هو فيلم عن عصابة مكونة من 11 شخصًا تخطط للسرقة، وهو مستوحى من فيلم قديم بنفس الاسم.